# Fortune Global 500 (2021)
Navigation
Fortune Global 500 (2020) Fortune Global 500 (2022)
Le Fortune Global 500 (2021) est le classement établi par le magazine économique américain Fortune des 500 plus grandes entreprises mondiales classées par leur chiffre d'affaires de 2020.

## Classement des entreprises...

### … par CA
Le tableau ci-dessous présente les 10 plus grandes entreprises mondiales classées par chiffre d'affaires en 2020, selon le classement Fortune Global 500 publié en 2021 par le magazine Fortune. Les chiffres d'affaires sont exprimés en millions de dollars américains.

## Source
La source de cette page vient directement du site internet du Magazine Fortune.
Source: https://fortune.com/ranking/global500/

## Note
1. ↑  Classement à ne pas confondre avec le Fortune 500, qui ne concerne que les entreprises des États-Unis